# Louis R. Loeffler
Louis Robert Loeffler est un monteur américain, né le 24 février 1897 à New York (État de New York), mort le 22 avril 1972 à Los Angeles — Quartier d'Hollywood (Californie).
Il est le plus souvent crédité Louis R. Loeffler ou Louis Loeffler.

## Biographie
Louis R. Loeffler fait toute sa carrière à la Fox, où le premier film qu'il monte sort en 1927 ; le deuxième est La Danse rouge de Raoul Walsh (1928, avec Charles Farrell et Dolores del Río).
Fait particulier, il est l'un des monteurs attitrés d'Otto Preminger et l'assiste sur dix-sept films, depuis Margin for Error (1943, avec Joan Bennett, Milton Berle et le réalisateur) jusqu'à Que vienne la nuit (1967, avec Michael Caine et Jane Fonda), ultime des cent-cinq films américains qu'il monte. Dans l'intervalle, citons Laura (1944, avec Gene Tierney et Dana Andrews), Rivière sans retour (1954, avec Robert Mitchum et Marilyn Monroe), Autopsie d'un meurtre (1959, avec James Stewart et Lee Remick) et Le Cardinal (1963, avec Tom Tryon, Carol Lynley et Romy Schneider). Ces deux derniers lui valent chacun une nomination à l'Oscar du meilleur montage.
Parmi les autres films notables dont Louis R. Loeffler effectue le montage, mentionnons Quatre Hommes et une prière de John Ford (1938, avec Loretta Young et Richard Greene), Le Rideau de fer de William A. Wellman (1948, à nouveau avec Dana Andrews et Gene Tierney), Comment épouser un millionnaire de Jean Negulesco (1953, avec Lauren Bacall, Betty Grable et Marilyn Monroe), Derrière le miroir de Nicholas Ray (1956, avec James Mason et Barbara Rush), ou encore Les Comancheros de Michael Curtiz (1961, avec John Wayne et Stuart Whitman).
Pour la télévision, il monte les épisodes pilotes respectifs de deux séries, Aventures dans les îles (1959) et Daniel Boone (1964).

## Filmographie

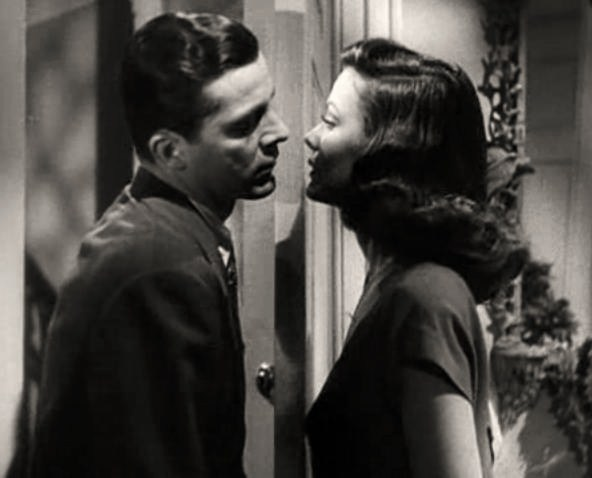
Laura (1944) :
Dana Andrews et Gene Tierney

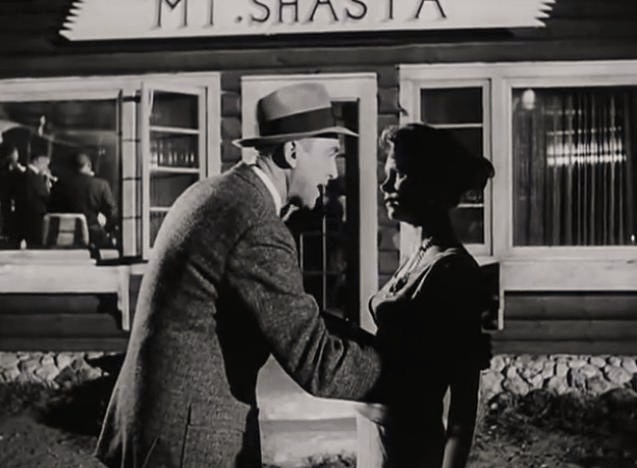
Autopsie d'un meurtre (1959) :
James Stewart et Lee Remick

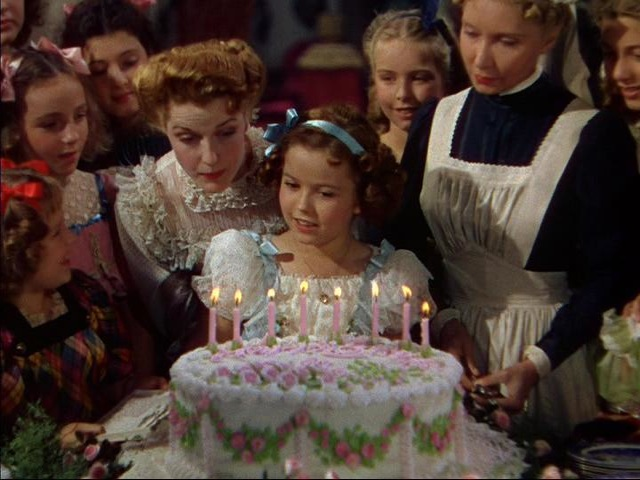
Petite Princesse (1939) :
Shirley Temple et Anita Louise (derrière elle)

Comment épouser un millionnaire (1953) :
Marilyn Monroe, Betty Grable et Lauren Bacall (de g. à d.)

### Réalisations d'Otto Preminger
- 1943 : Margin for Error
- 1944 : Laura
- 1944 : In the Meantime, Darling
- 1947 : Ambre (Forever Amber)
- 1947 : Femme ou Maîtresse (Daisy Kenyon)
- 1949 : Le Mystérieux Docteur Korvo (Whirpool)
- 1949 : L'Éventail de Lady Windermere (The Fan)
- 1950 : Mark Dixon, détective (Where the Sidewalks Ends)
- 1951 : La Treizième Lettre (The 13th Letter)
- 1954 : Carmen Jones
- 1954 : Rivière sans retour (River of No Return)
- 1954 : L'Homme au bras d'or (The Man With the Golden Arm)
- 1959 : Autopsie d'un meurtre (Anatomy of a Murder)
- 1960 : Exodus
- 1962 : Tempête à Washington (Advise and Consent)
- 1963 : Le Cardinal (The Cardinal)
- 1967 : Que vienne la nuit (Hurry Sundown)

### Autres réalisateurs
- 1928 : La Danse rouge (The Red Dance) de Raoul Walsh
- 1928 : Me, Gangster de Raoul Walsh
- 1929 : Thru Different Eyes de John G. Blystone
- 1929 : In Old Arizona d'Irving Cummings et Raoul Walsh
- 1930 : Le Prix d'un baiser (One Mad Kiss) de James Tinling
- 1930 : Lightnin' d'Henry King
- 1933 : Doctor Bull de John Ford
- 1933 : Arizona to Broadway de James Tinling
- 1933 : Deux Femmes (Pilgrimage) de John Ford
- 1936 : Educating Father de James Tinling
- 1936 : Cargaison humaine (Human Cargo) d'Allan Dwan
- 1937 : Amour d'espionne (Lancer Spy) de Gregory Ratoff
- 1938 : Quatre Hommes et une prière (Four Men and a Prayer) de John Ford
- 1938 : Pour un million (I'll Give a Million) de Walter Lang
- 1939 : Rose de Broadway (Rose of Washington Square) de Gregory Ratoff
- 1939 : Petite Princesse (The Little Princess) de Walter Lang
- 1939 : Hôtel pour femmes (Hotel for Women) de Gregory Ratoff
- 1939 : Swanee River de Sidney Lanfield
- 1941 : Marry the Boss's Daughter de Thornton Freeland
- 1942 : Le Témoin disparu (Just Off Broadway) de Herbert I. Leeds
- 1942 : Young America de Louis King
- 1943 : La Nuit sans lune (The Moon Is Down) d'Irving Pichel
- 1946 : Maman déteste la police (Home Sweet Homicide), de Lloyd Bacon
- 1947 : Embrassons-nous (I Wonder Who's Kissing Her Now) de Lloyd Bacon
- 1948 : Le Rideau de fer (The Iron Curtain) de William A. Wellman
- 1948 : Scandale en première page (That Wonderful Urge) de Robert B. Sinclair
- 1949 : Toute la rue chante (Oh, You Beautiful Doll) de John M. Stahl
- 1949 : Chanson dans la nuit (Dancing in the Dark) d'Irving Reis
- 1950 : Les Rebelles de Fort Thorn (Two Flags West) de Robert Wise
- 1951 : Aventure à Tokyo (Call Me Mister) de Lloyd Bacon
- 1951 : Une fille en or (Golden Girl) de Lloyd Bacon
- 1952 : Return of the Texan de Delmer Daves
- 1952 : Cinq Mariages à l'essai (We're Not Married!) d'Edmund Goulding
- 1952 : Ma cousine Rachel (My Cousin Rachel) d'Henry Koster
- 1953 : La Jolie Batelière (The Farmer Takes a Wife) d'Henry Levin
- 1953 : Titanic de Jean Negulesco
- 1953 : Comment épouser un millionnaire (How to Marry a Millionaire) de Jean Negulesco
- 1953 : La Folle Aventure (The I Don't Care Girl) de Lloyd Bacon
- 1954 : Les femmes mènent le monde (Woman's World) de Jean Negulesco
- 1955 : Les Implacables (The Tall Men) de Raoul Walsh
- 1955 : Les Inconnus dans la ville (Violent Saturday) de Richard Fleischer
- 1955 : Deux Filles en escapade (How to Be Very, Very Popular) de Nunnally Johnson
- 1956 : Le Roi et Quatre Reines (The King and Four Queens) de Raoul Walsh
- 1956 : Derrière le miroir (Bigger Than Life) de Nicholas Ray
- 1956 : Bungalow pour femmes (The Revolt of Mamie Stover) de Raoul Walsh
- 1957 : Les Naufragés de l'autocar (The Wayward Bus) de Victor Vicas
- 1958 : La Brune brûlante (Rally 'Round the Flag, Boys!) de Leo McCarey
- 1958 : Un certain sourire (A Certain Smile) de Jean Negulesco
- 1958 : Les Feux de l'été (The Long, Hot Summer) de Martin Ritt
- 1959 : Le Vagabond des Bois Maudits (Hound-Dog Man) de Don Siegel
- 1960 : L'Ange pourpre (The Angel Wore Red) de Nunnally Johnson (film américano-italien)
- 1961 : François d'Assise (Francis of Assisi) de Michael Curtiz
- 1961 : Les Comancheros (The Comancheros) de Michael Curtiz
- 1964 : Shock Treatment de Denis Sanders

### Télévision
(séries)
- 1959 : Aventures dans les îles (Adventures in Paradise), saison 1, épisode 1 La Fosse du silence (The Pit of Silence) de Paul Stanley
- 1964 : Daniel Boone, saison 1, épisode 1 Ken-Tuck-E de George Marshall

## Distinctions
- Deux nominations à l'Oscar du meilleur montage :
  - En 1960, pour Autopsie d'un meurtre ;
  - Et en 1964, pour Le Cardinal.